# アーチー・マウントバッテン＝ウィンザー
アーチー・ハリソン・オブ・サセックス（Prince Archie Harrison of Sussex、2019年5月6日 - ）は、アメリカ合衆国在住のイギリスの王族。男児。
イギリス国王チャールズ3世の孫であり、チャールズ3世の次男・サセックス公ヘンリーと同夫人メーガンの長男（第1子）。彼のイギリス王室における王位継承順位は第6位である。

## 誕生

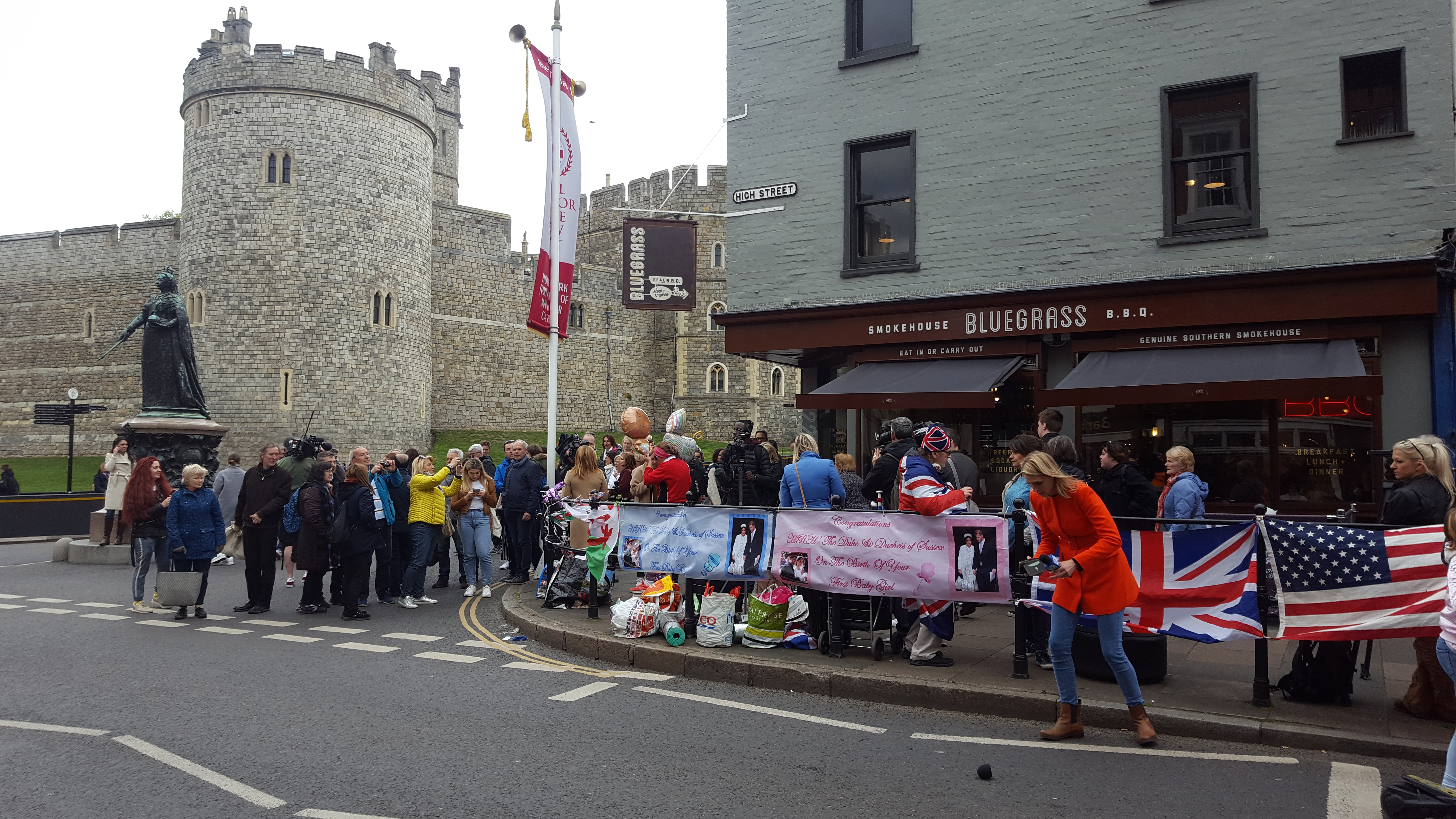
サセックス公の長男の誕生をウィンザー城の近くで待つ群衆と報道陣

アーチーは2019年5月6日午前5時26分（BST（UTC午前4時26分））、父のサセックス公爵ヘンリー王子と母のサセックス公爵夫人メーガンとの間に第1子（長男）として誕生した。
父は誕生を「出産予定日から少し遅れた」と述べている。出生地は公表されていない。マスメディアは、「彼の出生地は、サセックス公夫妻の自宅であるフロッグモア・コテージ（バークシャー州ウィンザー）かロンドン市内の病院のどちらかである」と推測している。
ナイアガラの滝やCNタワー、ロンドン・アイなどを含むイギリス国内外の複数のランドマークでイルミネーションが灯された。誕生から2日後に、ウィンザー城での報道陣のインタビューに際し、初披露された。
父方の曽祖父の系譜はグリュックスブルク家、曽祖母の系譜はウィンザー家であり、母方からはオランダ系アメリカ人、アイルランド系アメリカ人、アフリカ系アメリカ人など多様なアメリカ合衆国公民の血を引く。
イギリス王室史上初のアメリカ人（米国出身者）を片親に有する子どもであり、かつアフリカ系である黒人の血を引いており 、多くのアフリカ系イギリス人に誕生を待望されていた。
イギリス国籍とアメリカ国籍の両方を有する。曾祖父母のエリザベス2世女王とフィリップ王配との対面ののち、インスタグラム経由で公式に名前が発表された。
2020年1月、両親は王室の主要王族の立場からの引退を発表し、アーチーとともに北米に移住し、その年の夏にはカリフォルニア州のモンテシトに定住した。2021年、妹のリリベットが生まれた。

## 称号と王位継承権
国王チャールズ3世の孫であり、イギリス王室の王位継承順位は父のヘンリー王子に次ぎ第6位である。また、サセックス公爵家の法定相続人である 。
王位継承順では伯父ウェールズ公ウィリアム王太子とその3人の子女、父ヘンリーに劣後し、王位に即く可能性は低い。誕生時は当時のプリンス・オブ・ウェールズの次男の子供であったため、王子の称号を持たなかった。祖父であるチャールズ3世が即位後の2023年3月9日、イギリス王室の公式ウェブサイトが更新され、その中で「プリンス・アーチー・オブ・サセックス」（Prince Archie of Sussex）と呼称された。（ただし、殿下の敬称は有していない）

## 参照
- イギリス王室家系図（英語版）